# جفري هاريكيان
جفري لي هاریگیان (بالإنجليزية: Jeffrey L. Harrigian)‏ (تكتب أيضاً هاريكيان أو هاريغيان أو هاريجيان) (من مواليد 1962) هو جنرال في سلاح الجو الأمريكي وقائد القوات الجوية الأمريكية في أوروبا والقوات الجوية الأمريكية في إفريقيا. وهو من أصل أرمني. وهو يعمل في الوقت نفسه كقائد لقيادة الحلفاء الجوية ومدير مركز الكفاءات المشتركة للقوات الجوية. شغل سابقًا منصب نائب القائد وكقائد للقيادة المركزية للقوات الجوية الأمريكية.
 نشأ في سباركس بولاية نيفادا، وتخرج من أكاديمية القوات الجوية الأمريكية بدرجة في الشؤون الدولية والتحق بالخدمة العسكرية في عام 1985. تولى مهمته الحالية في 1 مايو 2019.

## السيرة المهنية
الفريق أول جيفري لي هاریگیان هو قائد القوات الجوية الأمريكية في أوروبا والقوات الجوية في إفريقيا، قاعدة رامشتاين الجوية، ألمانيا. بصفتها المكون الجوي للقيادة الأمريكية الأوروبية والقيادة الأمريكية في إفريقيا، فإن USAFE-AFAFRICA مسؤولة عن توفير قدرات حربية كاملة الطيف لكلا القائدين المقاتلين في جميع أنحاء منطقة مسؤوليتهم، والتي تشمل 104 دولة في أوروبا وأفريقيا وآسيا والشرق الأوسط المحيطان القطبي والمحيط الأطلسي وتمتلك أكثر من ربع سكان العالم والناتج المحلي الإجمالي في العالم.
تم تكليف الجنرال هاریگیان في عام 1985 بتخريج أكاديمية القوات الجوية الأمريكية. وقد عمل في مجموعة متنوعة من مهام الطيران والموظفين، بما في ذلك نائب مدير الإستراتيجية والخطط والتقييمات، القوات الأمريكية في العراق، لدعم عملية حرية العراق ورئيس قسم التمرينات المشتركة في مركز الحرب المشتركة بحلف الناتو، في ستافنجر بالنرويج . وقد أمر في مستويات الطيران والسرب والجناح. لقد قام بمهام قتالية لدعم عمليات الغزو الأمريكي لبنما وعاصفة الصحراء وعملية العزم الصلب. شغل منصب نائب مدير العمليات (J3) في القيادة المركزية الأمريكية، قاعدة سلاح الجو في ماكديل، فلوريدا، كما شغل منصب مدير مكتب تكامل الطائرات من طراز F-35 ، مقر القيادة الجوية الأمريكية، البنتاغون، أرلينغتون، فرجينيا.
قبل تعيينه الحالي، كان الجنرال هاریگیان قائداً للقيادة المركزية للقوات الجوية الأمريكية والقائد المشترك للقوات الجوية للقوات الأمريكية الوسطى في جنوب غرب آسيا.
هو قائد طيارة مع أكثر من 4100 ساعة في طائرات F-22 و F-15C و A / OA-37 و MQ-1.
في 25 مارس 2019 ، تم ترشيح هاریگیان للترقية إلى رتبة فريق أول وكلف بمهمة قائد القوات الجوية للولايات المتحدة في أوروبا - القوات الجوية أفريقيا ومدير مركز الكفاءات الجوية المشتركة.

## التعليم
- 1985 درجة البكالوريوس في العلوم السياسية، أكاديمية القوات الجوية الأمريكية، كولورادو سبرينغز، كولورادو.
- 1993 مدرسة ضباط السرب، قاعدة ماكسويل للقوات الجوية، آلاباما، عن طريق المراسلة
- 1995 دورة مدربي الأسلحة المقاتلة بالسلاح الجوي الأمريكي، قاعدة نيليس الجوية، نيفادا.
- 1999 كلية القيادة والأركان العامة للجيش، فورت ليفنوورث، كنزاس.
- 2002 كلية الحرب الجوية، قاعدة ماكسويل للقوات الجوية، آلاباما، عن طريق المراسلة
- 2005 زميل القوات الجوية، مركز جورج مارشال الأوروبي للدراسات الأمنية، غارميش بارتنكيرشن، ألمانيا
- 2008 ندوة قيادة المؤسسات، جامعة نورث كارولينا في تشابل هيل
- 2008 المرحلة الثانية، التعليم العسكري المهني المشترك، كلية أركان القوات المشتركة، نورفولك، فرجينيا.
- دورة قائد القوات الجوية المشتركة لعام 2011 ، قاعدة ماكسويل الجوية، آلاباما.
- 2012 ضابط علم الحرب المشتركة دورة، قاعدة ماكسويل الجوية، آلاباما.
- دورة قادة العمليات الخاصة المشتركة / المشتركة للقوة المشتركة لعام 2015 ، قاعدة ماكديل الجوية في فلوريدا.
- 2017 دورة بيناكل، جامعة الدفاع الوطني، فورت ليزلي ج. ماكنير، واشنطن العاصمة.
- 2018 القيادة في بيك، أروسا، سويسرا

## التعيينات
1. يوليو 1985 - أغسطس 1986 ، طالب، التدريب التجريبي الجامعي، قاعدة ويليامز الجوية، أريز.
2. أبريل 1987 - يناير 1990 ، ضابط الاتصال الجوي A / AO-37 ، طيار مدرب وحدة تحكم الهواء الأمامية، وطيار التقييس والتقييم، سرب الدعم الجوي التكتيكي الرابع والعشرون، هوارد إيه إف بي، بنما
3. مارس 1990 - سبتمبر 1990 ، طالب، تدريب بديل لـ F-15 ، سرب المقاتل التكتيكي رقم 555 ، لوك إيه إف بي، أريز.
4. سبتمبر 1990 - يونيو 1992 ، ضابط دعم سرب الحياة، رئيس، جدولة السرب، سرب المقاتل التكتيكي الثامن، قاعدة هولومان الجوية في نيو مكسيكو.
5. يوليو 1992 - يونيو 1995 ، رئيس، جدولة السرب، سرب المقاتلة التكتيكية الأول، والمدرس الأكاديمي، برنامج التحسين متعدد المراحل، سرب التدريب 325 ، تيندال إيه إف بي، فلاي.
6. يوليو 1995 - ديسمبر 1995 ، طالب، دورة مدرس سلاح سلاح الجو الأمريكي، نيليس إيه إف بي، نيفادا.
7. يناير 1996 - يونيو 1998 ، رئيس، الأسلحة والتكتيك، سرب المقاتل الثامن والخمسون، ورئيس الجناحين، الأسلحة، سرب الدعم التشغيلي الثالث والثلاثون، إيجلن إيه إف بي، فلوريدا.
8. يونيو 1998 - يونيو 1999 ، طالب، كلية القيادة والأركان العامة للجيش، فورت ليفنوورث، كان.
9. يونيو 1999 - أغسطس 1999 ، طالب، F-15 تأهيل التأهيل، تيندال AFB ، فلوريدا.
10 - آب / أغسطس 1999 - كانون الثاني / يناير 2000 ، طيار مدرب، شعبة F-15 ؛ ورئيس البرامج المتقدمة، مدير التكتيكات، مدرسة سلاح الجو الأمريكي، نيليس إيه إف بي، نيفادا.
11. يناير 2000 - مايو 2001 ، مسؤول عمليات، قسم F-15 ، مدرسة سلاح الجو الأمريكي، قاعدة نيليس الجوية، نيفادا.
12. مايو 2001 - أكتوبر 2002 ، مسؤول العمليات، سرب مقاتلة 95 ، قاعدة تيندال الجوية، فلوريدا.
13. أكتوبر 2002 - ديسمبر 2004 ، القائد، سرب المقاتل 43 ، تيندال إيه إف بي، فلوريدا.
14. ديسمبر 2004 - أغسطس 2005 ، زميل القوات الجوية، مركز جورج مارشال الأوروبي للدراسات الأمنية، جارميش بارتنكيرشن، ألمانيا
15. أغسطس 2005 - يونيو 2007 ، رئيس قسم التمرينات المشتركة، مركز الحرب المشتركة لحلف الناتو، ستافنجر، النرويج
16. يونيو 2007 - يناير 2008 ، نائب قائد الجناح الأول للقتال، قاعدة لانغلي الجوية، فرجينيا.
17. من يناير 2008 إلى يونيو 2011 ، قائد الجناحين التاسع والأربعين، قاعدة هولومان الجوية في نيو مكسيكو.
18. يوليو 2010 - يوليو 2011 ، نائب مدير الاستراتيجية والخطط والتقييم (J5) ، القوات الأمريكية في العراق ، بغداد ، العراق
19. أغسطس 2011 - يناير 2013 ، نائب القائد المساعد ، القيادة المركزية للقوات الجوية الأمريكية ، ونائب القائد المساعد ، فرقة العمل الجوية التاسعة، قاعدة شو الجوية في كارولينا الجنوبية.
20. فبراير 2013 - يوليو 2014 ، نائب مدير العمليات (J3) ، القيادة المركزية الأمريكية، قاعدة ماكديل الجوية في فلوريدا.
21. أغسطس 2014 - أبريل 2015 ، مساعد نائب رئيس الأركان للعمليات ، المقر الرئيسي للقوات الجوية الأمريكية ، البنتاغون ، أرلينغتون ، فرجينيا.
22. أبريل 2015 - يوليو 2016 ، مدير مكتب تكامل F-35 ، مقر القوات الجوية الأمريكية ، البنتاغون ، أرلينغتون ، فرجينيا.
23. يوليو 2016 - أغسطس 2018 ، قائد القيادة المركزية للقوات الجوية الأمريكية ، قائد مكون القوات الجوية المشتركة ، القيادة المركزية الأمريكية ، جنوب غرب آسيا.
24. سبتمبر 2018 - أبريل 2019 ، نائب القائد ، القوات الجوية الأمريكية في أوروبا - القوات الجوية أفريقيا ، رامشتاين أب ، ألمانيا
25. مايو 2019 - حتى الآن ، قائد القوات الجوية الأمريكية في أوروبا ؛ قائد القوات الجوية الأمريكية في إفريقيا ؛ قائد ، القيادة الجوية الحليفة ؛ ومدير مركز الكفاءات المشتركة للقوات الجوية ، قاعدة رامشتاين، ألمانيا

## ملخص المهام المشتركة
1 أغسطس 2005 - يونيو 2007 ، رئيس قسم التمرينات المشتركة ، مركز الناتو للحرب المشتركة ، ستافنجر ، النرويج ، عقيد أغسطس 2005 - يونيو 2007 ، رئيس قسم التمرينات المشتركة ، مركز الناتو للحرب المشتركة ، ستافنجر ، النرويج ، عقيد
2. يوليو 2010 - يوليو 2011 ، نائب مدير الاستراتيجية والخطط والتقييمات (J5) ، الولايات المتحدة القوات العراقية ، بغداد ، العراق ، كجنرال
3. فبراير 2013 - يوليو 2014 ، نائب مدير العمليات (J3) ، الولايات المتحدة الأمريكية القيادة المركزية ، MacDill AFB ، فلوريدا ، كجنرال عميد والجنرال
4. يوليو 2016 - أغسطس 2018 ، قائد ، الولايات المتحدة القيادة المركزية للقوات الجوية ، قائد مكون القوات الجوية المشتركة ، الولايات المتحدة القيادة المركزية ، جنوب غرب آسيا ، برتبة ملازم أول

## معلومات الطيران
التقييم: قائد طيار
ساعات الطيران: أكثر من 4100.
الطائرات: F-22 و F-15C و A / OA-37 و MQ-1.

## الجوائز والنياشين
|  | شارة القيادة الجوية للقوات الجوية الأمريكية ‏ |
|  | شارة المظليين الأساسية ‏                      |
|  | شارة القيادة الجوية ‏                         |
|  | شارة قيادة الحلفاء الجوية                    |

| | وسام الخدمة المتميزة للدفاع ‏                                                                |
| | وسام الخدمة المتفوقة للدفاع ‏                                                                |
| Bronze oak leaf cluster · Width-44 crimson ribbon with a pair of width-2 white stripes on the edges                                                              | فيلق الاستحقاق مع مجموعة أوراق البلوط البرونزية                                             |
| Width-44 scarlet ribbon with width-4 ultramarine blue stripe at center, surrounded by width-1 white stripes. Width-1 white stripes are at the edges.             | ميدالية النجمة البرونزية                                                                    |
| | القلب الأرجواني                                                                             |
| | وسام الدفاع لجدارة الخدمة ‏                                                                  |
| Width-44 crimson ribbon with two width-8 white stripes at distance 4 from the edges.                                                                             | وسام الخدمة الجليل مع ثلاث مجموعات من أوراق البلوط                                          |
| | وسام الطيران                                                                                |
| | وسام الإنجاز الجوي مع مجموعتين من أوراق البلوط                                              |
| Bronze oak leaf cluster | سلاح الجو وسام الثناء مع كتلة أوراق البلوط                                                  |
| | ميدالية إنجاز سلاح الجو                                                                     |
| Bronze oak leaf cluster | جائزة وحدة الجدارة المشتركة مع مجموعة أوراق البلوط                                          |
| Bronze oak leaf cluster | جائزة جدارة وحدة القوة الجوية مع مجموعة أوراق البلوط                                        |
| | جائزة وحدة القوات الجوية المتميزة مع مجموعتين من أوراق البلوط                               |
| | جائزة التميز المؤسسي للقوات الجوية ‏                                                         |
| | ميدالية الاستعداد القتالي مع مجموعتين من أوراق البلوط                                       |
| Bronze star · Width=44 scarlet ribbon with a central width-4 golden yellow stripe, flanked by pairs of width-1 scarlet, white, Old Glory blue, and white stripes | وسام الخدمة الوطنية للدفاع مع نجم خدمة برونزي واحد                                          |
| Bronze star | ميدالية القوات المسلحة الإستكشافية مع نجم خدمة واحد                                         |
| Bronze star | وسام خدمة جنوب غرب آسيا مع نجم خدمة واحد                                                    |
| | ميدالية حملة العراق مع نجمتي خدمة                                                           |
| | وسام خدمة الحرب العالمية ضد الإرهاب ‏                                                        |
| | ميدالية الخدمة الإنسانية ‏                                                                   |
| | نيشان خدمة جولة قصيرة لسلاح الجو في الخارج ‏                                                 |
| | نيشان خدمة جولة طويلة لسلاح الجو في الخارج ‏                                                 |
| Bronze oak leaf cluster | نيشان خدمة القوات الجوية الاستكشافية مع أوراق الذهب ومجموعة أوراق البلوط                    |
| | جائزة الخدمة الطويلة في القوة الجوية مع مجموعة فضية وثلاث مجموعات من أوراق البلوط البرونزية |
| | نيشان خبير الرماية للأسلحة الصغيرة ‏                                                         |
| | نيشان تدريب سلاح الجو ‏                                                                      |
| | وسام الشيخ جوعان للشجاعة العسكرية من الدرجة الأولى (قطر)                                    |
| | ميدالية الدفاع الوطني بالذهبية (فرنسا)                                                      |

## Effective dates of promotion
| الشارة | الرتبة     | التاريخ        |
| ------ | ---------- | -------------- |
|        | فريق أول   | مايو 1, 2019   |
|        | فريق       | يوليو 22, 2016 |
|        | لواء       | فبراير 7, 2014 |
|        | عميد       | نوفمبر11, 2010 |
|        | عقيد       | فبراير 1, 2006 |
|        | مقدم       | مايو 1, 2000   |
|        | رائد       | يناير1, 1997   |
|        | نقيب       | مايو 29, 1989  |
|        | ملازم أول  | مايو 29, 1987  |
|        | ملازم ثاني | مايو 29, 1985  |

## إنجازات أخرى
1986 خريج متميز ، التدريب التجريبي الجامعي
1989 O / A-37 مدرب طيار العام ، القيادة الجوية التكتيكية
1995 خريج متميز ، الولايات المتحدة مدرسة سلاح الجو
1996 جائزة سلاح الجو أنتوني سي شاين
1997 جائزة السلامة للتميز ، قيادة القتال الجوي
1998 جائزة عشرة من الشباب الأمريكي المتميز ، القيادة القتالية الجوية
1998 مدرب طيار العام ، الجناح الثالث والثلاثون للمقاتلات

## المؤلفات
"Fighting the Fulcrum," Fighter Weapons Review and AFTTP 3-1, Vol. 4.